# Waterfront Station
Waterfront (engl. Waterfront Station) ist ein am 1. August 1914 eröffneter und im neuklassizistischen Stil erbauter Bahnhof im Zentrum der kanadischen Stadt Vancouver, im Stadtteil Downtown. Er befindet sich an der 601 West Cordova Street, am Südufer des Burrard Inlet und wenige Gehminuten vom historischen Stadtviertel Gastown entfernt.
Der Bahnhof ist ein bedeutender Verkehrsknotenpunkt und Endstation folgender TransLink-Linien:
- Expo Line des SkyTrain nach Burnaby, New Westminster und Surrey
- Millennium Line des SkyTrain nach Burnaby und New Westminster
- Canada Line des SkyTrain nach Richmond und zum Vancouver International Airport
- SeaBus-Fähre zum Lonsdale Quay in North Vancouver
- West Coast Express nach Port Moody, Coquitlam, Pitt Meadows, Maple Ridge und Mission.
- Zahlreiche städtische und regionale Buslinien

Am 23. Mai 1887 traf der erste Zug der Canadian Pacific Railway in Vancouver ein. Der erste Bahnhof wurde ab 1912 durch einen Neubau im neugotischen Stil ersetzt. Dieser diente über sechs Jahrzehnte als westliche Endstation der transkontinentalen Eisenbahnstrecke nach Montreal und Toronto. Ab 1977 wurden die Bahnanlagen aus dem alten Bahnhof entfernt und ein wenig weiter östlich im heute genutzten Gebäude neu aufgebaut. 1979 verlegte VIA Rail die Endstation der überregionalen Linien zum Bahnhof Pacific Central am False Creek.

## Galerie

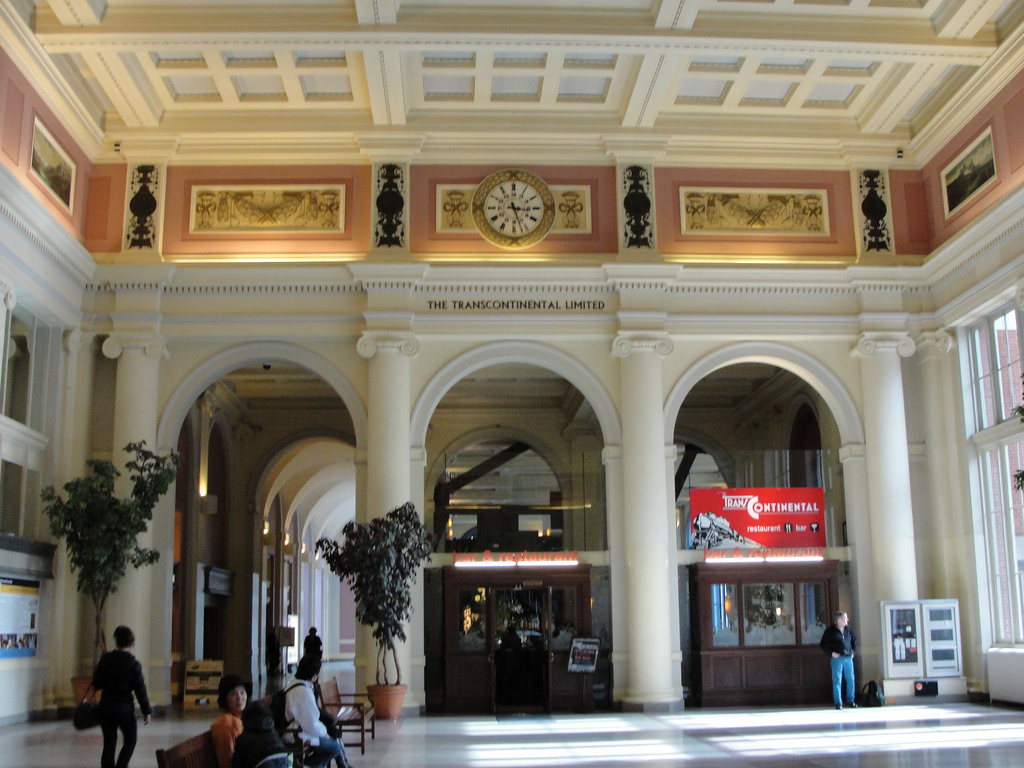
Innenansicht
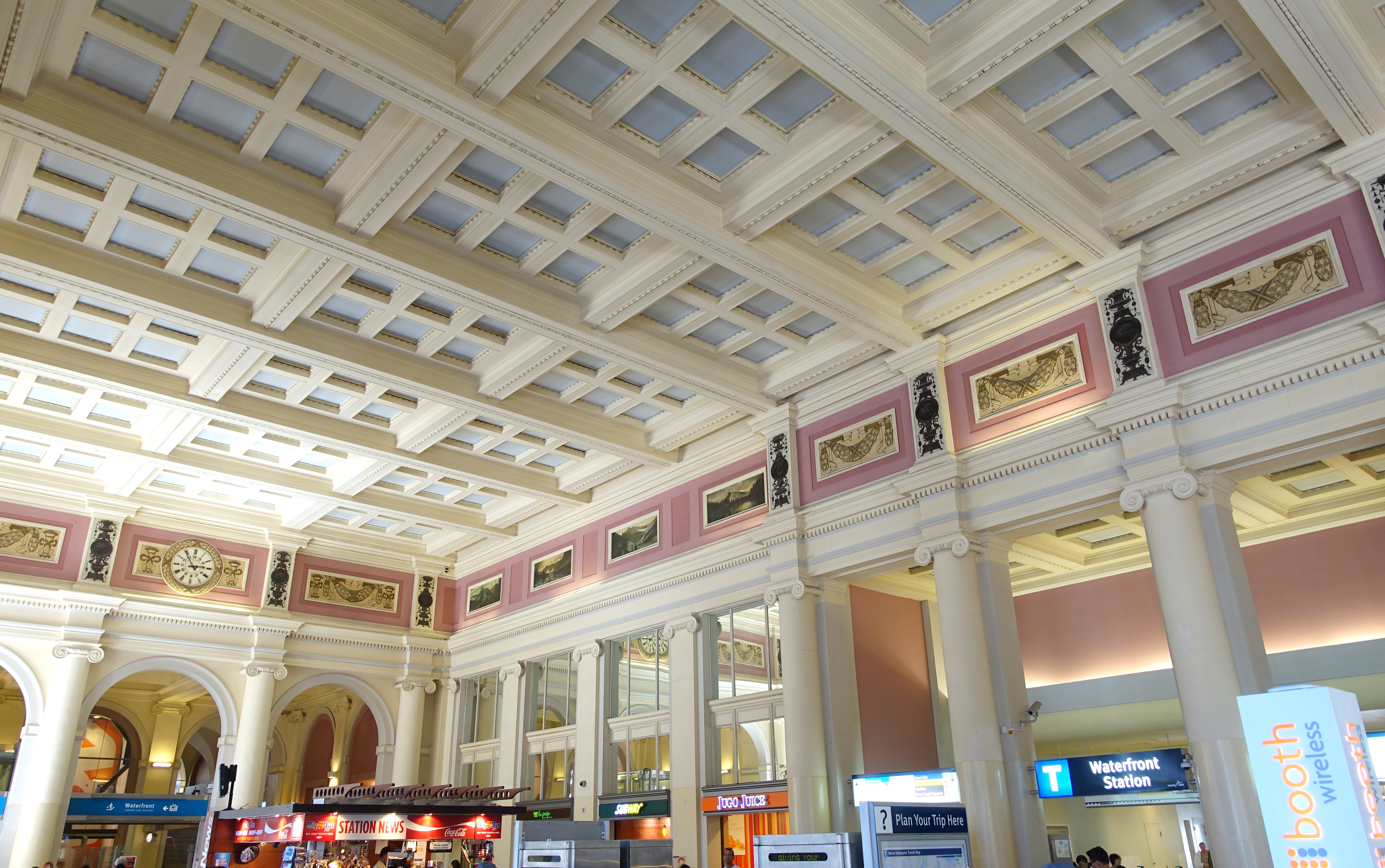
Innenansicht
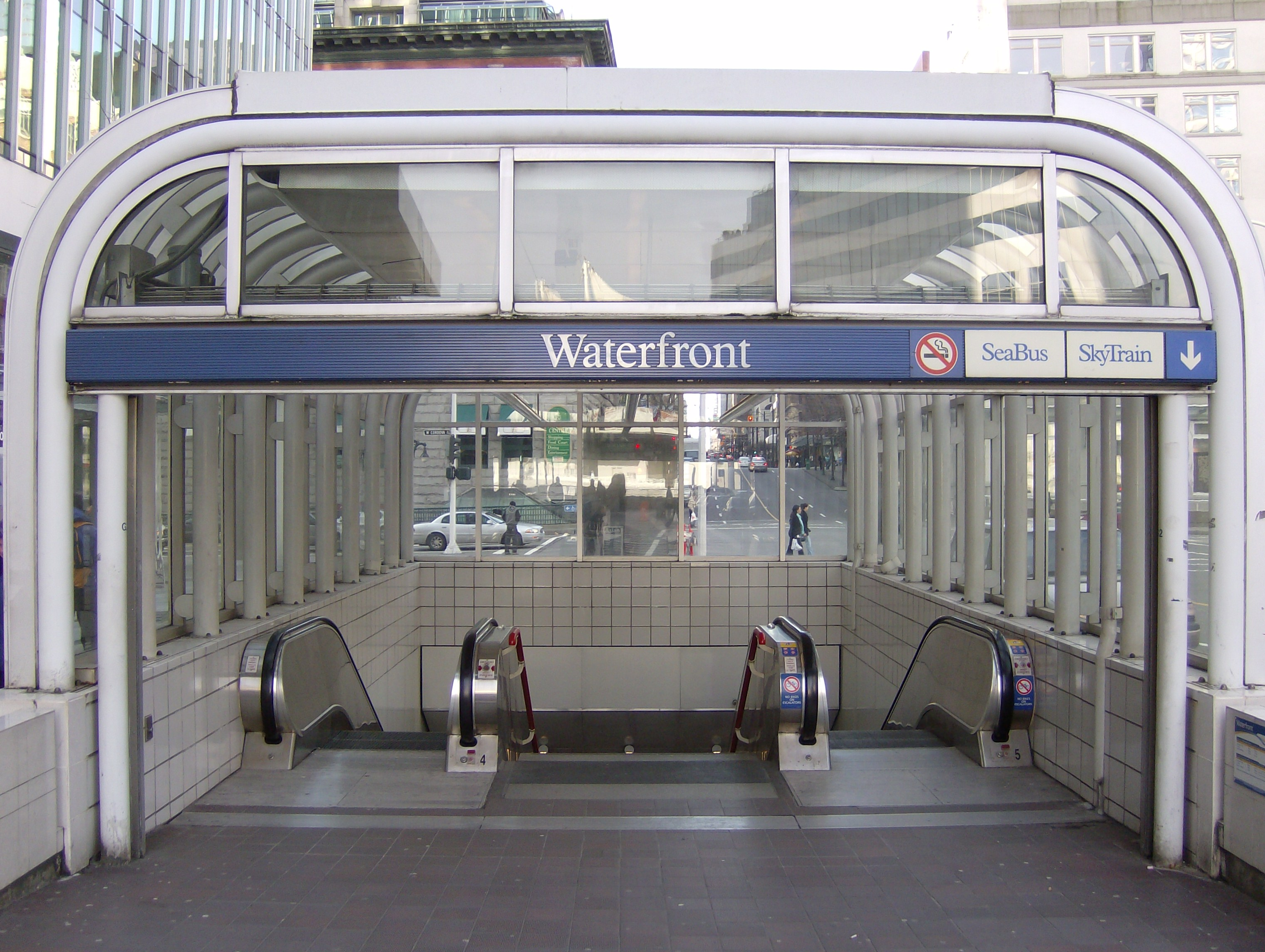
Eingang zur SkyTrain-Station